# Africa Cup U19 A 2016
El Africa Cup U19 A del 2016 fue la décima edición del torneo desde su comienzo en 2007 y la última en categoría M19. Los 4 partidos de la primera división juvenil se disputaron en Windhoek, capital de Namibia.

## Equipos participantes
- Selección juvenil de rugby de Kenia
- Selección juvenil de rugby de Namibia (Namibia U19)
- Selección juvenil de rugby de Túnez
- Selección juvenil de rugby de Zimbabue (Sables U19)

## Play off
|  | Semifinales | Semifinales |         |          | Final        | Final        |  |
|  |             |             |         |          |              |              |  |
|  |             |             |         |          |              |              |  |
|  | Kenia       | 26          |         |          |              |              |  |
|  | Kenia       | 26          |         |          |              |              |  |
|  | Zimbabue    | 27          |         |          |              |              |  |
|  | Zimbabue    | 27          |         | Zimbabue | 29           |              |  |
|  |             |             |         | Zimbabue | 29           |              |  |
|  |             |             | Namibia | 42       |              |              |  |
|  | Namibia     | 64          | Namibia | 42       |              |              |  |
|  | Namibia     | 64          |         |          |              |              |  |
|  | Túnez       | 0           |         |          | Tercer lugar | Tercer lugar |  |
|  | Túnez       | 0           |         |          | Tercer lugar | Tercer lugar |  |
|  |             |             |         |          |              |              |  |
|  |             |             |         |          | Kenia        | 24           |  |
|  |             |             |         |          | Kenia        | 24           |  |
|  |             |             |         |          | Túnez        | 17           |  |
|  |             |             |         |          | Túnez        | 17           |  |
|  |             |             |         |          |              |              |  |

## Semifinales[2]
| 24 de agosto | Kenia | 26 - 27 | Zimbabue |  |  |
|              |       | Reporte |          |  |  |

| 24 de agosto | Namibia | 64 - 0  | Túnez |  |  |
|              |         | Reporte |       |  |  |

## Tercer puesto
| 27 de agosto | Kenia | 24 - 17 | Túnez |  |  |
|              |       | Reporte |       |  |  |

## Final
| 27 de agosto | Zimbabue | 29 - 42 | Namibia |  |  |
|              |          | Reporte |         |  |  |

## Clasificación al Trofeo Mundial
Las 4 selecciones buscaron el cupo para el Trofeo Mundial de Uruguay 2017 (2ª división). Namibia al coronarse campeón clasificó por quinta vez consecutiva al mundial B como se lo conoce.
| Bandera de Namibia |
| Campeón Namibia    |
| Séptimo título     |